# Miami Beach Open
O Miami Beach Open foi um torneio masculino de golfe no PGA Tour, que foi disputado no final de 1920 e novamente na década de 1950.

## Campeões
| Ano     | Campeão           | Resultado         | Campo(s)           | Ref               |
| ------- | ----------------- | ----------------- | ------------------ | ----------------- |
| 1957    | Al Balding        | 137^              | Bayshore           | [ 1 ]             |
| 1956    | Gardner Dickinson | 272               | Bayshore           | [ 2 ]             |
| 1955    | Eric Monti        | 270               | Bayshore           | [ 3 ]             |
| 1952–54 | Não houve torneio | Não houve torneio | Não houve torneio  | Não houve torneio |
| 1951    | Jim Ferrier       | 273               | Normandy           | [ 4 ]             |
| 1950    | Sam Snead         | 273               | Normandy, Bayshore | [ 5 ]             |
| 1930–49 | Não houve torneio | Não houve torneio | Não houve torneio  | Não houve torneio |
| 1929    | Gene Sarazen      | 286               | Bayshore, La Gorce | [ 6 ]             |
| 1928    | Gene Sarazen      | 292               | La Gorce, Bayshore | [ 7 ]             |
| 1927    | Gene Sarazen      | 277               | Bayshore           | [ 8 ] [ 9 ]       |

^ Torneio de 36 buracos